# Xã Fell, Quận Lackawanna, Pennsylvania
Xã Fell (tiếng Anh: Fell Township) là một xã thuộc quận Lackawanna, tiểu bang Pennsylvania, Hoa Kỳ. Năm 2010, dân số của xã này là 2.178 người.